# Blade 2
Pour les articles homonymes, voir Blade.
Série Blade
Blade
(1998) Blade: Trinity
(2004)
Pour plus de détails, voir Fiche technique et Distribution.
Blade 2 (Blade II) est un film américano-allemand réalisé par Guillermo del Toro, sorti en 2002.
Second volet de la franchise Blade, il fait suite au premier film de Stephen Norrington, sorti en 1998.
Le film suit Blade qui aide une troupe de vampires à éliminer une race supérieure, les Reapers, qui s'en prennent tour à tour à leurs confrères suceurs de sang. Ils sont menés par Nomak, mais Blade et son équipe de vampires et d'humains (Abraham Whistler et Scud) réussiront-ils à tous les exterminer ?
Malgré des critiques mitigées (comme son prédécesseur), il connaît le succès commercial et dépasse les recettes du premier film.

## Synopsis
Deux années se sont écoulées depuis la victoire de Blade sur Deacon Frost, le « diurnambule » continue sa chasse aux suceurs de sang tout en cherchant Abraham Whistler, son père adoptif et mentor, laissé pour mort dans le premier film. En réalité celui-ci a succombé au virus du vampirisme et donc survécu. Blade l’a cherché à travers la Russie et en Europe de l'Est, enrôlant au passage un jeune homme surnommé Scud afin de lui concevoir une nouvelle ligne d’équipements et d’armes. Dans la première scène du film, Blade combat une grande bande de vampires, n’en laissant qu'un seul vivant. Blade découvre, après un combat inégal, son ami Whistler emprisonné dans une matrice régénératrice de sang par un gang de vampires cruels qui gardaient le vieil homme vivant afin de simplement le torturer. Blade le délivre et l'emmène à Prague.
Pendant ce temps, une crise est en cours dans la communauté des vampires. Le virus du vampirisme semble avoir muté en une nouvelle souche (le virus reaper) qui balaie leurs rangs, donnant de nouvelles caractéristiques redoutables à ses porteurs. Le porteur initial du virus semble être Jared Nomak, un mystérieux vampire aux intentions étranges. Celui-ci se nourrit avant tout du sang des vampires, avant celui des humains, car il est plus riche en hémoglobine. Cependant, lorsqu'il mord une victime, il transmet directement le virus par l'intermédiaire de la salive en contact direct avec la plaie créée par la morsure. Les vampires reapers sont plus forts que les vampires communs, ils résistent aux plaies graves telles qu'impacts de balle, coups d'objets lourds et consolident instantanément des membres cassés ou déboîtés. Leur organisme est si sauvage qu'il continue à vivre au-delà de la mort du cerveau, tant que le sang est encore présent dans les artères et les veines. De même si le sang se fait trop rare, l'organisme consomme ses propres ressources. Les reapers ont des mâchoires trilatérales, la mâchoire inférieure se fend en deux et laisse apparaître la langue qui se charge de pomper le sang des victimes telle une ventouse. Des crochets venimeux permettent, tel le serpent, d'immobiliser la victime durant la morsure. Les organes vitaux sont insensibles aux coups, aux chocs et même à l'argent ou l'ail, la seule arme efficace restant les rayons solaires. Afin de combattre le virus, le vampire suzerain Eli Damaskinos et son avocat Carter Counan envoient leurs laquais Asad et Nyssa (qui est la fille de Damaskinos) trouver et faire un marché avec Blade, lui prouvant que les reapers sont le plus grand mal et une fois qu’ils en auront fini avec la population des vampires, ils s'en prendront sans surprise à l’humanité. Blade déteste les vampires mais cependant, une alliance s'avère nécessaire afin d'éradiquer efficacement la menace reaper.
Ainsi, Blade fait équipe avec le Bloodpack, un groupe de mercenaires vampires originellement formé afin de l'éliminer. Désirant garder un contrôle efficace sur le groupe, Blade, provoqué par Reinhardt, un des membres du groupe les plus primaires, le provoque à son tour et installe un appareil explosif activable à distance sur son crâne. Ainsi prouve-t-il qu'il ne plaisante absolument pas. Au fil du temps Blade se lie intimement avec Nyssa, la fille de Damaskinos et membre du Bloodpack.
À la suite d'une longue traque au sein d'une boîte de nuit remplie de vampires, l'équipe livre un nouveau combat crucial contre les nombreux reapers dans leur ruche située dans les égouts. Blade est par la suite appréhendé par les forces de Damaskinos, avec Whistler et Scud. Il se trouve que la contagion des reapers n’est pas du tout un virus, mais plutôt une expérience génétique qui a mal tourné. Dans ses efforts pour créer un vampire qui puisse se mouvoir au grand jour, Damaskinos a usé de sa propre famille afin d'asseoir sa soif de réussite. Effectivement le virus a été originellement utilisé sur Nomak, qui est en réalité son fils. Damaskinos révèle alors une autre horrible vérité : il a créé beaucoup d’autres prototypes de vampires, projetant la prochaine étape d’évolution de ceux-ci. Une toute nouvelle lignée doit voir le jour à travers plusieurs centaines de fœtus incubés. L'expérience nécessite cependant la récupération des organes vitaux de Blade afin de comprendre le mécanisme l'immunisant contre les rayons solaires et l'intégrer aux futures expériences de clonage.
Pendant sa captivité, Blade tente d’activer l’explosif collé à la nuque de Reinhardt, mais malheureusement Scud le désactive et se révèle être un traître en attente d'une transformation en vampire. C'est un familier de Damaskinos. Il compte se lier aux vampires en vue de leur future ascension dans le monde diurne. Cependant, Blade qui est très versatile surveille tout le monde y compris ses propres amis et trouve un moyen de tuer le traître qu'il avait toujours plus ou moins soupçonné. S'ensuit un combat à mains nues où Blade, régénéré par un bain de sang, détruit une grande partie de la garde personnelle de Damaskinos pour terminer par Reinhardt, qu'il coupe en deux d'un coup de sabre.
Pendant ce temps, un Nomak vengeur est entré dans la forteresse de Damaskinos, cherchant la vengeance sur le père qui l’a mutilé et l’a transformé en reaper… Le premier reaper. Juste avant sa fuite, Damaskinos est trahi par sa fille Nyssa (elle-même se sentant trahie par les manipulations de son père) et tué par Nomak. Dans l’ordre du « complément du cercle », Nomak mord aussi Nyssa et la quitte, après quoi il subira une ultime confrontation à Blade. Après une scène de combat physiquement très soutenue, Blade trouve les faiblesses dans les défenses physiques de Nomak et arrive à traverser la protection d’os de son cœur. Sévèrement blessé, Nomak rampe au loin et s’appuie contre un pilier. Ayant pris sa vengeance contre sa famille, il décide d'abréger ses souffrances et se suicide en poussant l’épée brisée dans son cœur. Ainsi disparaît la menace Reaper et son porteur principal. Cependant Blade assiste impuissant à la mort de Nyssa qui ne désire pas se transformer en reaper à son tour et préfère mourir dignement au lever du soleil.
Dans la scène finale, Blade retrouve la trace du vampire qu'il laissa en vie au début du film, lui disant d'un ton sûr qu'il le retrouverait…

## Fiche technique
Sauf indication contraire, les informations mentionnées dans cette section peuvent être confirmées par les bases de données cinématographiques IMDb et Allociné,  présentes dans la section « Liens externes ».
- Titre original : Blade II
- Titre français : Blade 2
- Réalisation : Guillermo del Toro
- Scénario : David S. Goyer, d'après le comics Blade de Marv Wolfman et Gene Colan
- Musique : Marco Beltrami (additionnelle : Danny Saber)
- Direction artistique : James F. Truesdale, Jaromír Svarc, Dan Morski et Elinor Rose Galbraith
- Décors : Carol Spier
- Costumes : Wendy Partridge
- Photographie : Gabriel Beristain
- Son : Steve Bartkowicz, Scott Martin Gershin, Michael Keller, John Ross, Mathew Waters
- Montage : Peter Amundson
- Production : Wesley Snipes, Peter Frankfurt, Tomas Krejci et Patrick J. Palmer
  - Production déléguée : Avi Arad, Michael De Luca, Toby Emmerich, David S. Goyer, Stan Lee et Lynn Harris
  - Production associée : Robert Bernacchi
  - Coproduction : Jon Divens et Andrew J. Horne
- Sociétés de production[1] :
  - États-Unis : Amen Ra Films[réf. nécessaire], Marvel Enterprises, Justin Pictures, Imaginary Forces, Milk & Honey Pictures et Pacific Title and Art Studio, présenté par New Line Cinema
  - Allemagne : Linovo Productions GmbH & Co. KG
- Distribution : New Line Cinema (États-Unis) ; Warner Bros. Pictures Germany (Allemagne) ; Metropolitan Filmexport (France) ; RCV Film Distribution (Belgique) ; Fox-Warner (Suisse romande)
- Budget : 54 millions de $[2] ; 55 millions de $[3]
- Pays de production :  États-Unis,  Allemagne
- Langues originales : anglais, roumain, tchèque
- Format[4] : couleur (DeLuxe) - 35 mm - 1,85:1 (Panavision) - son DTS-ES | Dolby Digital EX | SDDS
- Genre : fantastique, action, thriller, épouvante-horreur
- Durée : 117 minutes
- Dates de sortie[5] :
  - États-Unis : 22 mars 2002
  - Allemagne : 2 mai 2002
  - Belgique : 12 juin 2002[6]
  - France, Suisse romande : 19 juin 2002[7]
- Classification[8] :
  - États-Unis : interdit aux moins de 17 ans (R – Restricted)[Note 1]
  - Allemagne : interdit aux moins de 18 ans (FSK 18)
  - France : interdit aux moins de 12 ans[9]
  - Belgique : potentiellement préjudiciable jusqu'à 16 ans (KNT/ENA : Kinderen Niet Toegelaten  / Enfants Non Admis)[6],[10],[Note 2]
  - Suisse romande : interdit aux moins de 16 ans[11]

## Distribution
- Wesley Snipes (VF : Thierry Desroses ; VQ : Jean-Luc Montminy) : Blade
- Leonor Varela (VF : Françoise Cadol ; VQ : Anne Dorval) : Nyssa Damaskinos
- Kris Kristofferson (VF : Bernard Tiphaine ; VQ : Aubert Pallascio) : Abraham Whistler
- Ron Perlman (VF : Sylvain Lemarié ; VQ : Yves Corbeil) : Dieter Reinhardt
- Luke Goss (VF : Michel Vigné ; VQ : Daniel Picard) : Jared Nomak
- Norman Reedus (VF : Renaud Marx ; VQ : Hugolin Chevrette-Landesque) : Josh « Scud »
- Thomas Kretschmann (VF : Marc Cassot ; VQ : Vincent Davy) : Eli Damaskinos
- Matt Schulze : Chupa
- Donnie Yen : Snowman
- Karel Roden (VF : Pierre Laurent) : Karel Kounen, agent et avocat à la solde de Damaskinos
- Marit Velle Kile (en) : Verlaine
- Tony Curran : Priest
- Daz Crawford (de) : Lighthammer
- Santiago Segura : Rush
- Marek Vašut : Golem
- Danny John-Jules : (VF : Mostéfa Stiti) Asad

## Production

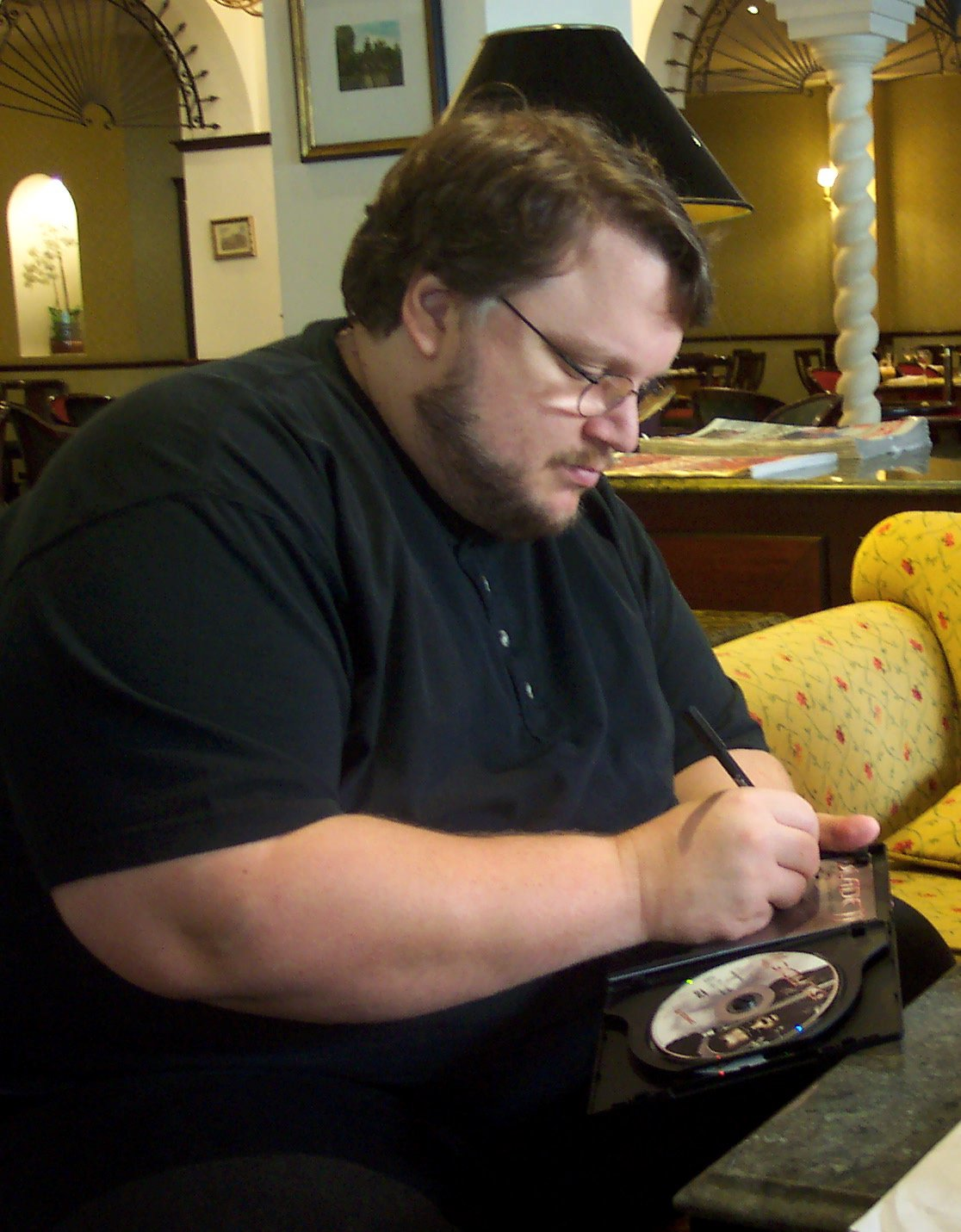
Guillermo del Toro dédicaçant un DVD de Blade 2.

### Genèse et développement
Le Président de New Line Cinema de l'époque, Michael De Luca, demande à Guillermo del Toro de diriger la suite de Blade (1998). Le producteur Peter Frankfurt et le scénariste David S. Goyer pensaient que son style assez sombre serait idéal pour le projet. Del Toro et Frankfurt s'étaient déjà rencontrés lorsque la société de ce dernier, Imaginary Forces, avait réalisé le générique de Mimic.

### Attribution des rôles
Michael Jackson devait initialement faire un caméo dans la séquence de House of Pain un proxénète vampire que Nyssa rencontre. Mais le chanteur a dû décliner la proposition en raison d'un conflit d'emploi du temps. Le rôle sera repris par un acteur tchèque, qui sera finalement coupé au montage.
Asia Argento, Kristanna Loken, Elena Anaya et Rhona Mitra ont été envisagées pour incarner Nysaa. Lauren German a auditionné pour le rôle, avant qu'il revienne finalement à Leonor Varela.
Donnie Yen, qui interprète Snowman, a également chorégraphié les scènes de combat du film.

### Tournage
Le tournage s'est déroulé entre les Studios Barrandov de Prague, Londres, New York et Toronto. Prague a notamment été choisie, en dehors de l'attrait financier et pour l'aspect “technico-gothique” que souhaitait Guillermo del Toro.
Les actions spécifiques du film ont nécessité la création d'une caméra pouvant suivre les acrobaties des acteurs et cascadeurs. La L-cam a donc été mise au point par l'équipe des effets visuels. Guillermo del Toro explique qu'elle pouvait suivre « un plan de Wesley Snipes qui court le long d'un corridor quatre étages au-dessus du sol, puis il fait un saut de 60 mètres et la caméra suit la balle qu'il tire à 20 mètres de lui ».

## Musique

### The Soundtrack
Bandes originales Blade
Blade
(1998) Blade: Trinity
(2004)
Comme pour le premier film, deux albums du film sont commercialisés. Le premier, composé de collaborations entre des artistes rap et electro, est publié par Virgin Records et Immortal Records. L'album se classera notamment 1er au classement Billboard Dance/Electronic Albums, 2e au Billboard Top Soundtracks, 26e au Billboard 200 et 23e au Top R&B/Hip-Hop Albums.
| 1.  | Blade (Theme from Blade)        | Danny Saber & Marco Beltrami                       | 3:04 |
| 2.  | Cowboy                          | Eve & Fatboy Slim                                  | 5:31 |
| 3.  | I Against I                     | Mos Def & Massive Attack                           | 5:40 |
| 4.  | Right Here, Right Now           | Ice Cube & Paul Oakenfold                          | 4:10 |
| 5.  | Tao of the Machine              | The Roots & BT                                     | 3:16 |
| 6.  | Child of the Wild West          | Cypress Hill & Roni Size                           | 4:14 |
| 7.  | The One                         | Busta Rhymes, Silkk the Shocker (en) & Dub Pistols | 3:44 |
| 8.  | We Be Like This                 | Fabolous, Jadakiss & Danny Saber                   | 5:45 |
| 9.  | Gorillaz on My Mind             | Redman & Gorillaz                                  | 4:29 |
| 10. | Gangsta Queens                  | Trina, Rah Digga & Groove Armada                   | 3:54 |
| 11. | PHDream                         | Bubba Sparxxx & The Crystal Method, Tom Morello    | 3:52 |
| 12. | Raised in the Hood              | Volume 10 & Roni Size                              | 3:26 |
| 13. | Gettin' Aggressive (Mowo! Mix)  | Mystikal & Moby                                    | 3:38 |
| 14. | Mind What You Say (titre bonus) | Buppy                                              | 3:59 |

### Original Motion Picture Score
Bandes originales Blade
Blade
(1998) Blade: Trinity
(2004)
Le second album, édité quelques mois plus tard par Varèse Sarabande, contient plusieurs compositions originales de Marco Beltrami, dont une en duo avec Danny Saber présente sur les deux disques sous deux titres différents (Blade (Theme from Blade) / Blade II (Main Title)).
| 1.  | Nomack the Knife                                                                | 3:31 |
| 2.  | Waiting for the Sun                                                             | 2:30 |
| 3.  | Blade II (Main Title) (composé et interprété par Danny Saber et Marco Beltrami) | 3:02 |
| 4.  | Suckheads Infiltrate                                                            | 2:19 |
| 5.  | Nyssa Sucks                                                                     | 1:52 |
| 6.  | B Slice                                                                         | 1:10 |
| 7.  | House of Paincakes                                                              | 4:53 |
| 8.  | Blade Pops a Cold One                                                           | 0:54 |
| 9.  | Family Feud                                                                     | 2:21 |
| 10. | Charge of the Light Grenade                                                     | 3:03 |
| 11. | Blade's Discharge                                                               | 1:35 |
| 12. | Priest Splits                                                                   | 1:23 |
| 13. | Nomack Snacks                                                                   | 1:19 |
| 14. | Back in Black                                                                   | 0:46 |
| 15. | Nyssa Over Easy                                                                 | 1:31 |
| 16. | Wind & The Willows (Abayo)                                                      | 1:21 |

### Autres chansons présentes seulement dans le film
Les chansons et morceaux ci-dessous sont audibles dans le film mais n'ont pas été intégrés aux albums :
- The Name of The Game - The Crystal Method
- Tonight the Stars Revolt! - Spider One

## Accueil

### Critique
Le film reçoit des critiques partagées, mais un peu plus positives que pour le premier film. Sur l'agrégateur américain Rotten Tomatoes, il récolte 57% d'opinions favorables pour 151 critiques et une note moyenne de 5,94⁄10. Sur Metacritic, il obtient une note moyenne de 52⁄100 pour 28 critiques.
En France, le film obtient une note moyenne de 3,5⁄5 sur le site Allociné, qui recense 20 titres de presse.

### Box-office
Blade 2 est le film le plus lucratif de la trilogie, récoltant 80 millions de dollars aux États-Unis et 150 millions dans le monde.
| Pays ou région    | Box-office        | Date d'arrêt du box-office | Nombre de semaines |
| ----------------- | ----------------- | -------------------------- | ------------------ |
| États-Unis Canada | 82 348 319 $      | 30 mai 2002                | 10                 |
| France            | 1 238 432 entrées |                            |                    |
| Total mondial     | 155 010 032 $     | -                          | -                  |

## Distinctions
Entre 2002 et 2003, le film Blade 2 a été sélectionné 16 fois dans diverses catégories et a remporté 6 récompenses.

### Récompenses
2002
- Prix Bogey : Prix Bogey[Note 3].
- MTV Movie Awards (Amérique latine) : MTV Movie Award du meilleur travail mexicain dans un film étranger pour Guillermo del Toro.

2003
- Société Américaine des Compositeurs, Auteurs et Éditeurs de Musique (ASCAP) : Prix ASCAP des meilleurs films au box-office pour Marco Beltrami
- Prix Bobine Noire : Prix Bobine Noire de la meilleure affiche de film.
- Prix Fangoria Chainsaw : Prix Chainsaw du meilleur maquillage et effet spéciaux pour Steve Johnson et Tippett Studio
- Taurus - Prix mondiaux des cascades : Trophée Taureau du meilleur combat pour Clayton J. Barber et Clay Donahue Fontenot[Note 4].

### Nominations
2002
- Académie des films de science-fiction, fantastique et d'horreur : Prix Cinescape masculin du futur pour Luke Goss.
- Prix Rondo Hatton horreur classique (Rondo Hatton Classic Horror Awards) : Meilleur film de genre.
- Prix Schmoes d'or : Meilleur film d'horreur de l'année.

2003
- Académie des films de science-fiction, fantastique et d'horreur - Prix Saturn :
  - Meilleur film d'horreur,
  - Meilleur maquillage pour Michelle Taylor, Gary Matanky, Bob Newton et Mark Boley.
- Prix Fangoria Chainsaw :
  - Meilleur film à large diffusion,
  - Meilleur acteur dans un second rôle pour Thomas Kretschmann,
  - Meilleur scénario pour David S. Goyer.
- Taurus - Prix mondiaux des cascades :
  - Meilleur cascadeur pour Jim Hart[Note 5],
  - Meilleur coordinateur de cascade et/ou réalisateur de la 2e équipe pour Jeff Ward.

## Jeu vidéo
Le film a été adapté dans le jeu vidéo Blade 2: Bloodlust pour Xbox et sur PlayStation 2.

## Clin d’œil
Scud porte sur son t-shirt le logo du Bureau for Paranormal Research and Defense (BPRD) qui est l'agence d'Hellboy, qui sera adapté deux ans plus tard par Guillermo del Toro.

## La trilogieBlade
- Blade de Stephen Norrington (1998)
- Blade 2 de Guillermo del Toro (2002)
- Blade: Trinity de David S. Goyer (2004)